# Едуард Дансени
Едуард Джон Мортън Дракс Плънкет, 18-и барон Дансени (на английски: Edward John Moreton Drax Plunkett, 18th Baron Dunsany, правописът на фамилията е утвърден в България от руски, правилен правопис и произношение Дънсейни ) (24 юли 1878 – 25 октомври 1957) е ирландски писател и драматург, творил под псевдонима Лорд Дансени (Lord Dunsany).
Бива смятан за един от основоположниците на жанровете фентъзи и хорър. Писал е също така драми, поезия и други видове произведения. Публикувал е близо 60 книги.

## Биография
Едуард Дансени е син на Джон Уилиам Плънкет, 17-и барон Дансени (1853 – 1899) и съпругата му Ернъл Елизабет Ернъл-Еръл Дракс, по баща Гросвенор. Сродник е на римокатолическия светец Оливър Плънкет, архиепископ на Армагх, обявен за мъченик. Графинята на Фингал, съпруга на Графа на Фингал, който е братовчед на Дансени, написва популярно описание на живота на ирландската аристокрация в края на 19 и началото на 20 век, озаглавен „Седемдесет години младост“.
Братът на Дансени, Реджиналд Ейлмър Ранфърли Плънкет-Ернъл-Еръл-Дракс, е известен адмирал.
Дансени е учил в Итънския колеж и Кралската военна академия Сандхърст. Служи като офицер в подразделението Coldstream Guards през Втората бурска война, и в Royal Inskilling Fusiliers през Първата световна война. Бил е страстен ловец и спортист, и е бил шампион на Ирландия едновременно по шахмат и стрелба с пистолет.
Известен е най-вече с многобройните си литературни творби – разкази, романи, драми, стихове – много от тях написани с паче перо. Обичал е да преписва лично творбите си в специално подвързани томове, които се пазят в семейния архив на рода Дансени. Оригиналните му ръкописи също са там, и са достъпни за научни проучвания при заявка.

## Произведения
Най-известните му фентъзи-разкази са публикувани в сборници от 1905 до 1919 г. Дансени трябвало да плати за публикуването на първия от сборниците, „Боговете на Пегана“, но за останалите вече не му се налагало. Действието в разказите в първите му две книги се развива в измислен свят, със свои богове, история и география.
Следният начален абзац от „Съкровището на Гибелините“ (публикуван за пръв път в „Книга на чудесата“ през 1912 г.) дава добра представа за тона и усещането в творбите на Дансени:
„Както добре е известно, Гибелините не се унижават да ядат друго освен хора. Тяхната кула на злото е свързана чрез мост към Тера Когнита, към известните ни земи. Съкровищата им са непредставими, и са свръх всяка алчност; те имат отделни килери за сапфири и отделни за изумруди; те тъпчат златото в дупка в земята, и го копаят обратно когато им потрябва. И единствената употреба, в която влагат безумното си богатство, е да поддържат притока на месо към зимниците си. Във времена на глад се е случвало дори да пръскат рубини извън света си, да оформят следа от тях към някой град на хората, и винаги скоро след това зимниците им са се препълвали.“

### Джоркънс
Лорд Дансени често е съчинявал истории докато е ловувал, и след връщането си в имението е привличал семейството и слугите си към това да проиграят отново визията му, преди да я запише на хартия. За определен тип разкази той създава образа на Джоузеф Джоркънс, пълноват сладкодумник на средна възраст, който често посещава измисления Билярден Клуб в Лондон, и разказва най-фантастични истории, ако се намери кой да го почерпи едно голямо уиски със сода. От разказите му се вижда, че Джоркънс е пътувал по всичките седем континента, че е изключително изобретателен и познава отлично всички световни култури, но някак все не успява да стане богат и известен. Книгите за Джоркънс създават тип сюжет, популярен във фантастиката: клуб на джентълмени, където се разказват абсурдно невероятни истории.
Неголям брой от разказите за Джоркънс не са публикувани в основните шест книги, включително последната, написана само месеци преди смъртта на автора. Те са издадени по-късно в общ тритомник.

## Влияния върху творчеството
Известните литературни влияния върху творчеството на Дансени включват:
- Древногръцките драми
- Херодот – „Бащата на историята“
- Библията (версията на Крал Джеймс)
- Приказките на братя Грим
- Приказките на Ханс Кристиан Андерсен
- Обучението му по гръцки и латински език
- Ирландските разговорни словесни форми
- Романът на Дансени „Дон Родригес: Хроники на Долината на сянката“, публикуван през 1922 г., изглежда базиран в някаква степен на „Дон Кихот“, публикуван от Мигел де Сервантес Сааведра през 1605 и 1615 г.
- „Любимецът на боговете“, пиеса, написана от Дейвид Беласко и Джон Лутър Лонг, изпълнена за пръв път през 1902 – 1903 г. Пиесата представя една фантастична, измислена Япония, която силно е повлиляла Дансени, и вероятно е сред прототипите на неговите измислени кралства.
- Алджернън Суинбърн, автор на поемата „Химн на Прозерпина“ от 1866 г. Поемата включва реда „Времето и боговете в схватка са“; пълният ѝ текст (на английски език) е достъпен тук и тук Архив на оригинала от 2006-10-10 в Wayback Machine.. Дансени осъзнава по-късно, че заглавието на творбата му „Времето и боговете“ е несъзнателно повлияно от нея.

Разширената биография „Пътища към Страната на елфите: Творбите на Лорд Дансени“ (1989 г.) от Даръл Швайцер включва два любопитни факта за навиците на Дансени при писане, разказани от вдовицата му лейди Дансени:
- Дансени никога не е преработвал нищо. Всичко, публикувано от него, е първата му чернова.
- Докато пишел, той винаги седял върху една смачкана стара шапка. Шапката в крайна сметка била открадната от посетител в замъка Дансени.

## Повлияни от Дансени
- Франсис Ледуидж пише на Дансени през 1912 г. с молба да му помогне да публикува стиховете си. Дансени бил толкова впечатлен от тях, че лично подготвил публикацията, и „Песни от полетата“ получава топъл прием от критиците при публикуването си през 1915 г. Ледуидж е убит две години по-късно в битката при Пашъндел.
- Хауърд Лъвкрафт вижда Дансени при негова лекторска обиколка из САЩ, и е силно впечатлен от него. Ранните разкази на Лъвкрафт носят ясен белег на влиянието на Дансени. В писмо до Елизабет Толдридж от 8 март 1929 г. Лъвкрафт пише: „Имам Едгар Алан Повски творби и Дансенийски творби, но уви, къде са ми Лъвкрафтовските творби?“
- Флетчър Прат издава през 1948 г. романа „Кладенецът на еднорога“, написан като продължение на пиесата на Дансени „Крал Агрименес и Неизвестният воин“.
- Хорхе Луис Борхес включва разказа на Дансени „Спокойни дни на Ян“ като двайсет и седмо заглавие във „Вавилонската библиотека“.
- Дейвид Едингс посочва, че Дансени е любимият му писател, и препоръчва на начинаещите автори да го изучават.
- Урсула Ле Гуин в есето си върху стила на писане на фентъзи „От Страната на елфите до Поукъпси“ сухо посочва Лорд Дансени като „Първата Ужасна Съдба Която Очаква Невнимателните Начинаещи във Фентъзи“, намеквайки за честата по това време практика на младите автори на фентъзи да имитират Дансени.
- Майкъл Муркок често твърди, че Дансени е оказал силно влияние върху него.
- Питър Бигъл посочва Дансени като автор, който го е повлиял.
- Артър Кларк е водил кореспонденция с Дансени между 1944 и 1956 г. Писмата им са събрани в книгата „Артър Кларк и Лорд Дансени: Кореспонденция“.
- Някои източници привеждат аргументи в полза на общо влияние на атмосфера и отделни елементи в творбите на Дансени върху Джон Роналд Руел Толкин.

## Частична библиография

### Сборници с разкази
- „Боговете на Пегана“ (The Gods of Pegana) – 1905 г.
- „Времето и боговете“ (Time and the Gods) – 1906 г.
- „Мечът на Велеран“ (The Sword of Welleran) – 1908 г.
- „Историите на един мечтател“ (A Dreamer's Tales) – 1910 г.
- „Книгата на чудесата“ (The Book of Wonder) – 1912 г.
- „Петдесет и една приказки“ (Fifty-One Tales), също под заглавието „Храната на Смъртта“ (The Food of Death) – 1915 г.
- „Легенди за чудесата“ (Tales of Wonder), в САЩ под заглавието „Последната книга на чудесата“ (The Last Book of Wonder) – 1916 г.
- „Приказки от три полукълба“ (Tales of Three Hemispheres) – 1919 г.
- „Човекът, който изяде феникса“ (The Man Who Ate the Phoenix) – 1947 г.
- „Малките приказки на Сметърс“ (The Little Tales of Smethers) – 1952 г.
- „Призраците от отвъд небето и Други фантазии“ (The Ghosts of the Heaviside Layer and Other Fantasms) – 1980 г.

#### Разкази за Джоркънс
- „Пътешественическите истории на г-н Джоузеф Джоркънс“ (The Travel Tales of Mr Joseph Jorkens) – 1931 г.
- „Джоркънс си припомня Африка“ (Jorkens Remembers Africa) – 1934 г.
- „Джоркънс получава голямо уиски“ (Jorkens Has a Large Whiskey) – 1940 г.
- „Четвъртата книга за Джоркънс“ (The Fourth Book of Jorkens) – 1948 г.
- „Джоркъс заема още едно уиски“ (Jorkens Borrows Another Whiskey) – 1954 г.
- „Последната книга за Джоркънс“ (The Last Book of Jorkens) – 2002 г.

### Сборници с преиздания
- „Избрани творби на Лорд Дансени“ (Selections from the Writings of Lord Dunsany) – 1912 г., под редакцията на Уилям Бътлър Йейтс.
- „Историите на един мечтател и други разкази“ (A Dreamer's Tales & Other Stories) – 1917 г.
- „Книга на чудесата“ (Book of Wonder) – 1918 г.
- „Мечът на Велеран и други приказки за магии“ (The Sword of Welleran and Other Tales of Enchantment) – 1954 г., подбрани от Лорд и Леди Дансени.
- „На ръба на света“ (At the Edge of the World) – 1970 г.
- „Отвъд равнините, що знаем“ (Beyond the Fields We Know) – 1972 г.
- „Богове, хора и призраци“ (Gods, Men and Ghosts) – 1972 г.
- „Отвъд хълмовете, далече-далече“ (Over the Hills and Far Away) – 1974 г.
- „Бетмура и други разкази“ (Bethmoora and Other Stories) – 1993 г.
- „Клубът на изгнаниците и други разкази“ (The Exiles Club and Other Stories) – 1993 г.
- „Земите на чудесата“ (The Lands of Wonder) – 1994 г.
- „Човекът с хашиша и други разкази“ (The Hashish Man and Other Stories) – 1996 г.
- „Пълен сборник за Пегана“ (The Complete Pegana) – 1998 г.
- „Времето и боговете“ (Time and the Gods) – 2000 г.
- „В земята на Времето“ (In the Land of Time) – 2004 г.

### Романи
- „Дон Родригес: Хроники на Долината на Сянката“ (Don Rodriguez: Chronicles of Shadow Valley); също под името „Хрониките на Дон Родригес“ (Chronicles of Don Rodriguez) – 1922 г.
- „Дъщерята на краля на елфическите земи“ (The King of Elfland's Daughter) – 1924 г.
- „Сянката на чистачката“ (The Charwoman's Shadow) – 1926 г.
- „Благословията на Пан“ (The Blessing of Pan) – 1927 г.
- „Проклятието на знахарката“ (The Curse of the Wise Woman) – 1933 г.
- „Моите разговори с Дийн Спанли“ (My Talks with Dean Spanley) – 1936 г.
- „Странните пътувания на полковник Полдърс“ (The Strange Journeys of Colonel Polders) – 1950 г.

### Други
- „Нагоре из хълмовете“ (Up in the Hills) – 1935 г.
- „Рори и Бран“ (Rory and Bran) – 1936 г.
- „Историята на Мона Шихи“ (The Story of Mona Sheehy) – 1939 г.
- „Партизанска война“ (Guerilla) – 1944 г.
- „Последната революция“ (The Last Revolution) – 1951 г.
- „Неговите другари“ (His Fellow Men) – 1952 г.
- „Удоволствието от футуроскопа“ (The Pleasures of a Futuroscope) – 2003 г.

### Пиеси
- „Пет пиеси“ (Five Plays) – 1914 г.
- „Пиеси за богове и хора“ (Plays of Gods and Men) – 1917 г.
- „Ако“ (If) (драма) – 1921 г.
- „Пиеси за близо и далече“ (Plays of Near and Far) – 1922 г.
- „Александър и три малки пиеси“ (Alexander and Three Small Plays) – 1925 г.
- „Седем модерни комедии“ (Seven Modern Comedies) – 1928 г.
- „Хората отпреди столетия“ (The Old Folk of the Centuries) (драма) – 1930 г.
- „Г-н Верен“ (Mr Faithful) (драма) – 1935 г.
- „Пиеси за земята и въздуха“ (Plays for Earth and Air) – 1937 г.

### Поеми
- „Петдесет поеми“ (Fifty Poems) – 1929 г.
- „Вода-мираж“ (Mirage Water) – 1938 г.
- „Военни поеми“ (War Poems) – 1941 г.
- „Блуждаещи песни“ (Wandering Songs) – 1943 г.
- „Едно пътуване“ (A Journey) – 1944 г.
- „Годината“ (The Year) – 1946 г.
- Одите на Хораций" (The Odes of Horace) (превод) – 1947 г.
- „Да пробудиш Пегас“ (To Awaken Pegasus) – 1949 г.

### Есета и наброски
- „Напоследък“ (Nowadays) – 1918 г.
- „Приказки за войната“ – 1918 г.
- „Нещастни неща отдалече“ (Unhappy Far-Off Things) – 1919 г.
- „Ако бях диктатор“ (If I Were Dictator) – 1934 г.
- „Моята Ирландия“ (My Ireland) – 1937 г.
- „Лекциите от Донелан“ (The Donnellan Lectures) – 1943 – 1945 г.
- „Поглед от наблюдателна кула“ (A Glimpse from a Watchtower) – 1947 г.
- „Шегата на Хахалаба“ (The Jest of Hahalaba) – 1929 г.

### Автобиографии
- „Слънчеви зайчета“ (Patches of Sunlight) – 1938 г.
- „Докато сирените спяха“ (While The Sirens Slept) – 1944 г.
- „Пробуждането на сирените“ (The Sirens Wake) – 1945 г.

## Издания на български език
- „Богатството на гибелините“, превод Петър Тушков (Сборище на трубадури) – 2011 г.[1]